# Lijst van voetbalinterlands Botswana - Tunesië
Deze lijst van voetbalinterlands is een overzicht van alle officiële voetbalwedstrijden tussen de nationale teams van Botswana en Tunesië. De Afrikaanse landen hebben tot op heden acht keer tegen elkaar gespeeld. De eerste ontmoeting was een kwalificatiewedstrijd voor het Wereldkampioenschap voetbal 2006 op 5 juni 2004 in Radès. Het laatste duel, een kwalificatiewedstrijd voor de Afrika Cup 2023, werd gespeeld in Tunis op 7 september 2023.

## Wedstrijden
| № | Plaats      | Datum            | Competitie                   | Wedstrijd          | Uitslag |
| - | ----------- | ---------------- | ---------------------------- | ------------------ | ------- |
| 1 | Radès       | 5 juni 2004      | WK 2006 kwalificatie         | Tunesië − Botswana | 4 − 1   |
| 2 | Gaborone    | 4 juni 2005      | WK 2006 kwalificatie         | Botswana − Tunesië | 1 − 3   |
| 3 | Tunis       | 1 juli 2010      | Afrika Cup 2012 kwalificatie | Tunesië − Botswana | 0 − 1   |
| 4 | Gaborone    | 17 november 2010 | Afrika Cup 2012 kwalificatie | Botswana − Tunesië | 1 − 0   |
| 5 | Monastir    | 6 september 2014 | Afrika Cup 2015 kwalificatie | Tunesië − Botswana | 2 − 1   |
| 6 | Gaborone    | 14 november 2014 | Afrika Cup 2015 kwalificatie | Botswana − Tunesië | 0 − 0   |
| 7 | Francistown | 5 juni 2022      | Afrika Cup 2023 kwalificatie | Botswana − Tunesië | 0 − 0   |
| 8 | Tunis       | 7 september 2023 | Afrika Cup 2023 kwalificatie | Tunesië − Botswana | 3 − 0   |

## Samenvatting
| Competitie              | Totaal gespeeld | Winst Botswana | Gelijk | Winst Tunesië | Doelsaldo Botswana – Tunesië |
| ----------------------- | --------------- | -------------- | ------ | ------------- | ---------------------------- |
| WK-kwalificatie         | 2               | 0              | 0      | 2             | 2 − 7                        |
| Afrika Cup-kwalificatie | 6               | 2              | 2      | 2             | 3 − 5                        |
| Totaal                  | 8               | 2              | 2      | 4             | 5 − 12                       |

Wedstrijden bepaald door strafschoppen worden, in lijn met de FIFA, als een gelijkspel gerekend.